# ولیعهدی علی بن موسی الرضا
ولیعهدی علی بن موسی الرضا به واقعه احضار و انتصاب علی بن موسی (۱۴۸ ه‍. ق، مدینه – ۲۰۳ ه‍. ق، خراسان) (امام هشتم شیعیان) به ولیعهدی مأمون، خلیفه عباسی گفته می‌شود که از سال ۲۰۱ تا ۲۰۳ هجری رخ داد.
این رویداد که فصل مهمی در حیات سیاسی علی بن موسی الرضا است، در راستای تلاش‌های مأمون جهت اقناع عمومی، در پی جنگ میان مأمون و امین بر سر حکومت بر کل قلمرو عباسیان رخ داد. این انتصاب سیاسی، در ابتدا با مخالفت و استنکاف علی بن موسی الرضا مواجه شد، اما نهایتاً با اصرارهای مأمون و اجبار و تهدید علی بن موسی، وی در سال ۲۰۰ ه‍.ق به سمت مرو حرکت کرد. در طول مسیر، اتفاقات فراوانی از کاروان علی بن موسی گزارش شده‌است که پررنگ‌ترین آنها، استماع و استنساخ حدیث سلسلةالذهب توسط اهالی نیشابور می‌باشد. با رسیدن علی بن موسی الرضا به مرو، پایتخت مأمون، ابتدا پیشنهاد خلافت از سوی مأمون ارائه شد. علی بن موسی الرضا به مدت دو ماه از پذیرش خلافت و ولیعهدی استنکاف کرد، اما در نهایت ولیعهدی را با شرایط چهارگانه پذیرفت که عبارت بود از اینکه احدی را به کار دولتی منصوب یا عزل نکند، هیچ رسم و روشی را نقض نکند و فقط از دور مورد مشورت قرار گیرد. پس مردم با وی بیعت کردند و نام او رسماً به عنوان خلیفهٔ آیندهٔ مسلمانان به سرزمین‌های اسلامی ابلاغ شد. همچنین به نام وی سکهٔ طلا و نقره ضرب شد.
این انتصاب در میان اقشار اجتماعی، آثار و بازتاب‌های گوناگونی دربرداشت. این انتصاب در شرایط سختی که مأمون در آن دچار بود، سبب شد تا آتش قیام علویان در مراکزی چون بغداد، مکه و کوفه فروکش نماید. علی بن موسی نیز از جایگاه ولیعهدی خود، در راستای انتشار علوم دینی استفادهٔ فراوانی کرد و در جلسات مناظره با ادیان و فرقه‌های دیگر حضور یافت. ولی از سوی دیگر، مأمون پس از این انتصاب، با معضلی دیگر مواجه شد؛ عباسیان حاضر در بغداد که غالباً از حزب مخالف مأمون محسوب می‌شدند؛ طی جلساتی اقدامات مأمون را نگران‌کننده دانستند و سرانجام مأمون را از خلافت عزل و به جایش عموی وی ابراهیم بن مَهدی را منصوب کردند. این اقدام سبب شد تا مأمون از خود دفاع کند و دلایلش را از برخی اقدامات بیان نماید. او برای دفاع از خود، به همراه علی بن موسی عزم بغداد کرد. با رسیدن کاروان مأمون به سرخس، وزیرش فضل بن سهل توسط تعدادی از سران لشکری ترور شد و دو روز بعد وقتی کاروان مأمون به توس رسید، علی بن موسی بیمار شد و از دنیا رفت. بسیاری از منابع، قتل وزیر و مرگ ولیعهد مأمون در این فاصلهٔ زمانی کوتاه را نشانه توطئه مأمون دانسته‌اند. این درحالی است که منابع شیعی و بسیاری از منابع اهل سنت به صراحت مرگ علی بن موسی را مسمویت بر اثر زهر گزارش نموده‌اند؛ هر چند در منابع اهل سنت دربارهٔ شخص قاتل، اختلافاتی وجود دارد، اما منابع شیعی مأمون را مسئول این قتل دانسته‌اند.

## زمینهٔ تاریخی
فرزندان عبدالله بن عباس در طول مرحلهٔ دعوت عباسی به گسترش و تعمیم آرمان مبارزهٔ ضداموی برای گزینش یک رهبرِ هاشمی با شعار «اَلرِّضا مِنْ آلِ مُحَمَّد»، بدون مشخص کردن شخص یا شاخهٔ نامزد خلافت — چه عباسی و چه علوی — اقدام کردند. نام جنبش «هاشمیه» با ارجاع به خاندانِ گسترده‌تر بنی‌هاشم سبب شد عباسیان بتوانند در منزلت با اهل بیت شراکت جویند. سپس، با گسترش جنبش سیاه‌جامگان اقدام به قیام علیه سلسلهٔ امویان کردند و در سال ۱۳۲ ه‍.ق/۷۵۰ م خلافت عباسیان را مستقر نمودند. هارونُ الرَّشید (حک. ۱۷۰–۱۹۳ ه‍.ق/۷۸۶–۸۰۹ م)، پنجمین خلیفهٔ عباسی، این دولت را به اوج قدرت خود رساند و توانست تا جلوهٔ سلطنتِ عباسی را تثبیت کند. هارون که با چالش جانشینی مواجه بود، امین را به‌عنوان جانشینِ اصلی خود تعیین و مأمون را نیز به‌عنوان جانشین امین منصوب کرد و سرزمین‌های خلافت عباسی را میان‌شان تقسیم نمود. در سال ۱۸۶ ه‍.ق و با اعلام رسمی از سوی هارون، امین به عنوان جانشین خلیفه در بغداد به تخت نشست و مأمون نیز به عنوان جانشین امین، در مرو مستقر گردید. نقاط تحت سیطرهٔ مأمون از همدان تا مرزهای شرقی حکومت را شامل می‌شد و او حاکم خودمختار ولایات شرقی محسوب می‌شد.

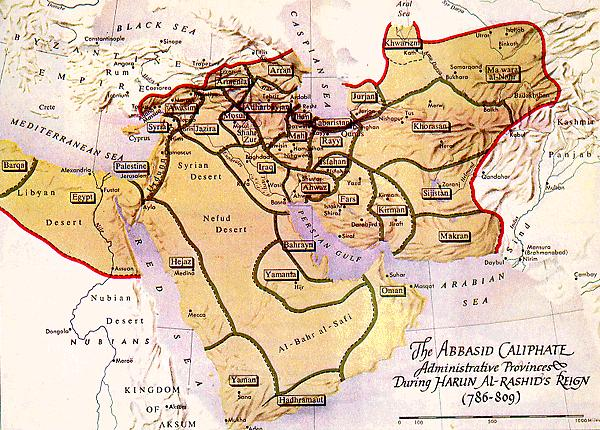
ایالت‌های اداری خلافت عباسی در طول سلطنت هارون (۷۸۶–۸۰۹ م)

در سال ۱۹۳ ه‍.ق هارون الرشید درگذشت و امین به خلافت رسید، اما او عملاً از امور کناره گرفت و به تفریح و معاشرت با زنان و جمع‌آوری ثروت و طرب مشغول شد. او تمام امور حکومت را به وزیران و مشاورانی همچون فضل بن ربیع واگذار کرد که موجب بروز هرج و مرج در کارها شد. برخلاف امین، مأمون شخصیتی قدرتمند و علایق گستردهٔ روشنفکرانه داشت و در اصلاح امور می‌کوشید. با اقداماتی که امین انجام داد، از جمله فرستادن جاسوس به خراسان، فراخواندن سپاهیان تحت امر مأمون و خزانه به بغداد، دستور به مأمون جهت اخذ بیعت توسط خود او از خراسانیان، کوتاه کردن دست مأمون از برخی مناطق تحت فرمان وی چون نیشابور و سرخس و درخواست به رسمیت شناختن و تقدم نام موسی، فرزند امین بر مأمون، اختلافات بین دو برادر بالا گرفت و هر کدام اقدامات سیاسی متقابلی اتخاذ و در نهایت هر دو برادر به سوی همدیگر لشکرکشی کردند. پس از پیروزی در چند جنگ طی دو سال، لشکر مأمون تا نزدیکی بغداد رسید و شهر را محاصره کرد که یک سال به طول انجامید و سرانجام امین به اسارت درآمد و به قتل رسید.
با مرگِ امین و به‌حکومت رسیدنِ مأمون، خلیفه با بحران‌های فراوانی مواجه شد. خالی بودنِ خزانهٔ بغداد و کمبود حقوق لشکریانِ فاتح، سبب شد تا در آغاز حکومت، چند شورش کوچک رخ دهد و در نهایت، بخشی از سپاهیان از عباسیان جدا شدند و به کوفه رفتند و با جلب همکاری علویان، ناگهان قیامی بزرگ را در کوفه به‌راه انداختند. در مناطق دیگر نیز جنبش‌هایی ضدحکومتیِ فراوانی شکل گرفت که سبب ناآرامی در مناطق تحت حکومت مأمون شد. گستردگیِ این قیام‌ها و شورش‌ها، مأمون را به وحشت انداخت و او را ناچار کرد با تمام قوا به سرکوبیِ آن بپردازد. این، نخستین بار بود که یک خلیفهٔ عباسی با شدّت عمل سرنگون می‌شد؛ و این، موضوعی بود که بی‌شک، اعتبار نهاد خلافت عباسی را به‌لرزه درآورد و چگونگی درک آن از سوی جامعهٔ اسلامی را تغییر داد. در طول چهار سال آینده، خشم مردم عراق نسبت به سیاست‌های عجیبِ مأمون افزایش یافت. در این زمان و در مناطق مختلف، شورش‌های گوناگونی صورت می‌گرفت. شورش در جنوب عراق و در کوفه به‌رهبری ابنِ طَباطَبا و با همکاری فرماندهِ سابق سپاه، اَبُوالسَّرایا در سال ۱۹۹ ه‍.ق/۸۱۵ م، بیش از پیش بر هرج و مرج افزود. زید بن موسی ملقب به «زَیْدُالنّار» در بَصره قیام کرد. یَمَن تحت شورش‌های مختلفِ علوی به‌سر می‌بُرد. اولین بار ابراهیم بن موسی کاظم در فاصلهٔ سال‌های ۱۹۹ تا ۲۰۲ ه‍.ق/۸۱۴ تا ۸۱۷ م، در آنجا رهبری را به‌دست گرفت. حسین بن حسن بن علی معروف به ابنِ اَفطَس در مکّه قیام کرد. هنگامی که مأمون در ۲۰۱ ه‍.ق/۸۱۶ م تصمیم به ارتقای اقتدار مذهبی خویش با تصاحب عنوانِ «خَلیفَةُالله» و همزمان نامزدی علی بن موسی الرّضا به ولیعهدی خلیفه و تغییر رنگ رسمی دولت عباسی از سیاه به سبز گرفت، عباسیان بغداد با مطرح کردن ابراهیم بن مَهدی به‌عنوان خلیفه، به وی پاسخ دادند و مأمون را به‌عنوان شاهزاده‌ای که از سوی ایرانیان بازیچه شده بود، رد کردند. رویداد انتصاب ولیعهد، چندان مورد توجه منابع اهل سنت قرار نگرفته‌است و به عنوان یک حادثه جزئی ذکر شده‌است و در مقابل منابع شیعی به عنوان رویدادی عمده معرفی شده‌است.
از سوی دیگر، شیعیان بر مبنای تفسیرِ خاصی از تاریخ صدر اسلام و موضوع جانشینی محمد، نگرش خویش از «اسلام واقعی» را مبتنی بر برداشتِ متمایز از مرجعیت دینی که به اهلِ بیت پیامبر واگذار شده بود، ارائه دادند. تا پیش از انقلاب عباسی، تشیع در دو شاخه یا جریان اصلی کِیْسانیّه و امامیّه توسعه یافت که هر کدام تقسیمات درونی خود را دارند؛ و سپس، جنبش شیعی دیگری به بنیان‌گذاری زِیْدیّه منجر شد. شاخه یا جناحِ اصلیِ امامیه که بعدها این نام را گرفت، امامت را از طریق تنها پسر بازماندهٔ حسین بن علی، علی بن حسین زَیْنُ‌الْعابِدین دنبال کرد. بعد از تأسیس خلافت عباسیان، شیعیان «اهل بیت» را دقیق‌تر تعریف کردند، به‌طوری‌که علویانِ فاطمی — هم حسنی و هم حسینی — را دربرگرفت. پیروزی عباسیان — که با شعار «الرضا من آل محمد» به میدان آمده بودند — سبب سرخوردگی شیعیان شد که همه انتظار داشتند تا یک علوی به‌جای یک عباسی موفق به خلافت شود. دشمنی میان عباسیان و علویان هنگامی برجسته شد که عباسیان بلافاصله پس از به قدرت رسیدن‌شان، شروع به آزار و اذیت بسیاری از حامیان سابق شیعه و علوی‌شان کردند و متعاقباً، سخنگویان تفسیری سنی از اسلام شدند. عهدشکنی عباسیان با ریشه‌های شیعیِ خود، سرانجام هنگامی تکمیل شد که خلیفهٔ سوم، مهدی، اعلام کرد که پیامبر عملاً عمویش، عبّاس بن عَبدُالْمُطَّلِب را به جای علی بن ابی‌طالب به‌عنوان جانشین منصوب کرده‌است. در همان زمان موسی کاظم، هفتمین امام شیعیان امامی، با بیعتِ اکثریتِ شیعیان امامی از جمله برجسته‌ترین دانشمندان از اصحاب جعفر صادق مورد اقبال قرار گرفت. پس از قتل او، بسیاری از هوادارانش او را امامِ هفتم و آخرِ خود دانستند که به‌عنوان مَهدی باز خواهد گشت. این گروه از شیعیانِ امامی که جمعیت قابل‌توجه دیگری در کوفه تشکیل دادند، به‌نام واقِفیّه شناخته شدند. بااین‌حال، گروه دیگری از پیروان موسی کاظم، پسرش علی بن موسی الرّضا، را به‌عنوان امام جدیدشان تصدیق کردند که پس از آن، به‌عنوان هشتمین امامِ شیعیان در نظر گرفته شد. شیعیانِ علی بن موسی الرّضا، خطّ امامت را در سه نسل دیگر در فرزندانش تا امام یازدهم‌شان، حسن عَسکَری با اختلافات جزئی دنبال کردند.
دوران هارون و مأمون با اوج فعالیت نهضتِ ترجمه هم‌زمان بود. انگیزه‌ها و اهدافی که این انتقالِ عظیمِ فرهنگیِ دانش را تحت نظر خلفای نخستینِ عباسی و درباریان‌شان به‌وجود آورد، به‌عنوان پاسخی به نیازهای سلسلهٔ جدید در نظر گرفته می‌شوند. مباحثات مذهبی که پیروان کلیساهای مختلفِ مسیحی، ثَنَوی‌گرایانِ مانَوی، مَزدَکیان، یَهودیان و پیروان مذاهبِ مختلفِ اسلامی را گرد هم آورد. این ترجمه‌ها به استفاده از برهان‌های استدلالی و گفتگوهای منطقی به‌عنوان ابزار اصلی در میان مُتِکَلِّمان اولیه کمک کرد.

## شرح واقعه
منابع تاریخی در معرفی طراح نقشه ولیعهدی علی بن موسی دچار اختلافند؛ برخی منابع چون تاریخ بیهقی، فضل بن سهل را به عنوان طراح این نقشه معرفی کرده‌اند. این منابع بر این باورند که فضل به جهت تمایلی که به تشیع داشت، قصد نمود تا قدرت را از عباسیان به علویان منتقل کند. در این خصوص حسین بن احمد سلامی در اخبار خراسان، گزارشی را نقل می‌کند که فضل، خود را با ابومسلم خراسانی در جهت انتقال قدرت از قبیله‌ای به قبیله دیگر، مقایسه کرده‌است. با این وجود، بر اساس روایاتی در منابع شیعی، مأمون به عنوان طراح اصلی ولیعهدی علی بن موسی الرضا معرفی شده‌است. اکبری نیز معتقد است فضل، به جهت باقی ماندن مرکز خلافت در خراسان، به جهت عدم تمایل اهل بغداد به بیعت با یکی از علویان، از ولیعهدی علی بن موسی سرسختانه حمایت می‌کرد.
بیهم دائو در دانشنامهٔ اسلام می‌گوید به‌نظر می‌رسد تنها دخالت علی بن موسی در سیاست تا پیش از ولیعهدی، در مذاکرات میان دولتِ عباسی و عمویش محمد بن جعفر بوده‌است که در سال ۲۰۰ ه‍.ق/۸۱۵ م، خود را در مکه خلیفه اعلام کرده بود. در آن زمان از علی بن موسی خواسته شد تا سعی کند عمویش را برای تسلیم شدن متقاعد کند. جعفریان در صحتِ این گزارش مبنی بر وساطت علی بن موسی الرّضا، به دیدهٔ تردید می‌نگرد.

### فراخوان و سفر به مرو
در سال ۲۰۰ ه‍. ق، مأمون برای علی بن موسی الرّضا دعوتنامه‌ای جهت آمدن به مرو نوشت و رَجاءِ بنِ اَبی‌ضَحّاک، دایی فضل بن سهل و غلامی به نام فِرناس یا یاسر را فرستاد تا همراه او در این سفر باشند. از سوی دیگر، شیخ صدوق، محدث شیعه، چنین گزارش می‌کند که مأمون در نامه‌نگاری‌های متعدد، از علی بن موسی درخواستِ عزیمت به مرو را می‌کرد و علی بن موسی این درخواست را با بهانه‌ها و دلایل گوناگون رد می‌نمود. این امتناع سبب شد تا مأمون به‌اجبار علی بن موسی را به مرو بیاورد. به عقیده ویلفرد مادلونگ، ادعایی که از سوی ابوالفرج اصفهانی و شیخ مفید، مبنی بر همراهیِ علی بن موسی تا مرو از سوی عیسی جَلّودی مطرح شده، مردود و نادرست است. چراکه در همان سال عیسی جلّودی، قیام محمّد بن جعفر را در مکه سرکوب کرده و او را با خود به عراق برد و به رجاء بن ابی‌ضحاک تحویل داد. رجاء نیز هر دو را به خراسان بُرد. اکبری نیز معتقد است با وجود برخورد تند عیسی جلودی با علی بن موسی در ماجرای غارت علویان مدینه، انتخاب او از جانب مأمون، انتخابی مناسب نبوده‌است و این قول در برابر قول اکثر منابع که رجاء بن ابی‌ضحاک را مأمور انتقال علی بن موسی دانسته‌اند، ضعیف به‌حساب می‌آید.
علی بن موسی الرّضا پیش از سفر به مرو، علاوه بر اعلام ناراحتی خویش از این سفر با وداعِ همراه با گریه در روضهٔ نَبَوی، دستوری خطاب به شیعیان و اقوامش برای اقامهٔ عزاداری و مجلس تعزیه به‌خاطر وی و سفرش صادر کرده‌است. به‌گفتهٔ ناجی و باغستانی در دانشنامه جهان اسلام بر طبق روایات منقول از شیخ صدوق، محدث شیعه، علی بن موسی الرّضا پیش‌گویی کرد که در غربت خواهد مُرد و در کنار هارون دفن خواهد شد و هرگز نزد خانواده‌اش بازنخواهد گشت. او هیچ‌یک از اقوام، حتی فرزند خردسالش جواد را نیز با خود به سفر نبرد.

به‌گزارش هادی میلانی در قادتنا، رجاء بن ابی‌ضحاک، فرستادهٔ مأمون می‌گوید: «مأمون مرا مأمور کرد به مدینه بروم و علی بن موسی الرّضا را حرکت دهم و دستور داد روز و شب مراقب او باشم و محافظت او را به دیگری وانگذارم… از مدینه تا مرو به هیچ شهری در نیامدیم، جز آنکه مردمِ آن شهر به خدمتش شتافتند، و از مسائل دینی استفتاء و پرسش می‌کردند، و آن حضرت پاسخِ کافی می‌داد، و برای آنان به استناد از پدران گرامیَش تا پیامبر، بسیار حدیث می‌فرمود.» این سفر از ۱۵ مُحَرَّم آغاز شد و تا ۱۰ جِمادیُ‌الثّانی به‌طول انجامید.

نقشهٔ مسیرِ سفرِ علی بن موسی الرّضا از مدینه به مرو

به‌نظر می‌رسد علی بن موسی در این سال، سفری به مکه داشته که در این سفر، پسر پنج ساله‌اش، محمّد نیز او را همراهی می‌کرده‌است. سفر او به مرو در اوایل سال ۲۰۱ ه‍.ق برابر با اواخر تابستان ۸۱۶ م آغاز شد. مسیر سفر مطابق گزارش بیشتر منابع از بصره، اهواز و فارس بود؛ و این، طبیعی بود چراکه بغداد و کوفه در آن زمان در دست شورشیان بود؛ بنابراین، گفتهٔ یعقوبی که رجاء به بغداد و نَهاوَند سفر کرده، مردود است. اما اینکه علی بن موسی از مسیر قم نگذشته، قطعی است. او از مسیر نیشابور عبور کرده که عده‌ای از مُحَدِّثان برجستهٔ اهل سنت مانند اِبنِ راهْوَیْهْ، یَحْیَی بنِ یَحْییٰ، محمّد بن رافِع و احمد بن حَرْب به استقبالش آمده تا با او دیدار کنند و وی مدت کوتاهی در این شهر ماند. به‌گفتهٔ هادی میلانی، پررنگ‌ترین واقعه در طول سفر علی بن موسی الرّضا، در همین ناحیه و در استماع و استنساخ حدیثِ سِلسِلَةُ‌الذَّهَب رخ داده‌است.
هرچند مشهورترین قول دربارهٔ مسیر حرکت علی بن موسی «مدینه، نقره، قریتین، هوسجه، نباج، حفر ابوموسی، بصره، اهواز، بهبهان، اصطخر، ابرقوه، ده شیر (فراشاه)، یزد، خرانق، رباط پشت بام، نیشابور، ده سرخ، طوس، سرخس و مرو» گزارش شده؛ مسیر دیگر، «نقره، قادسیه، کوفه، بغداد، کرمانشاه، اراک، قم، کاشان، نائین، خرانق، رباط پشت بام، نیشابور، ده سرخ، طوس، سرخس و مرو» عنوان شده‌است. بلاغی در تاریخ نائین، مسیر دیگری را برای این سفر، نقل کرده که عبارت است از «مدینه، بصره، اَرْجان، فارس، اصفهان، نیشابور، دِه سُرخ، سناباد، سرخس و مرو».
در طول مسیر حرکت علی بن موسی به سوی مرو، اتفاقات مختلفی رخ داده‌است؛ داستان مشهور ضمانت آهو که نزد عامه مردم شهره است، از جمله این اتفاق‌ها شمرده می‌شود. بر طبق این داستان که ابن شهر آشوب، عالم شیعه، گزارش نموده‌است؛ صیادی در بیابان آهویی را دنبال می‌کند، از روی اتفاق آهو به علی بن موسی که در آن حوالی -به نقلی صحرای سمنان- حضور داشته، پناه می‌برد و علی بن موسی ضمانت برگشت وی را می‌کند. آهو نیز پس از رسیدگی به فرزندان بازمی‌گردد و صیاد از شکار آهو صرف‌نظر می‌کند. بین شهرهای سمنان و دامغان در استان سمنان، منطقه‌ای به نام آهوان مشهور است که به گفته برخی، محل اتفاق افتادن این رویداد، همان ناحیه می‌باشد.
بر اساس گزارشی از اباصلت هروی، وقتی علی بن موسی به سرخس رسید، تحت مراقبت قرار گرفت و به نوعی حبس خانگی شد. احتمال داده شده‌است که این بازداشت به جهت تحت فشار قرار دادن علی بن موسی الرضا برای پذیرش ولیعهدی بوده‌است. در مقابل گزارش اباصلت، برخی چون ملاهاشم خراسانی، این حبس را بعد از ولیعهدی و در سال ۲۰۲ ه‍.ق در حالی که علی بن موسی در مسیر بازگشت به طوس بوده، گزارش کرده‌اند. خراسانی مدت این حبس را چند ماه دانسته‌است.

### پذیرش ولیعهدی
به‌گزارشی که صدوق، محدث شیعه، در عیون اخبارَ الرّضا نقل می‌کند، مأمون در ابتدا پیشنهاد کرد تا از مقام خلافت به‌نفع علی بن موسی کناره‌گیری کند. علی بن موسی در ردِّ ادعای مأمون به او گفت: «اگر خلافت متعلق به توست، پس حق نداری ردایی که خداوند تنت کرده، از تن بیرون بیاوری و به دیگری ببخشی؛ اما اگر خلافت متعلق به تو نیست، اجازه نداری چیزی که متعلق به تو نیست را به من ببخشی.» پس از آن، مأمون پیشنهاد ولیعهدی را داد، اما علی بن موسی الرّضا از پذیرش این پیشنهاد نیز سرباز می‌زد. علی بن موسی نزدیک به دو ماه در برابر پیشنهادِ ولیعهدی مقاومت کرد و در نهایت با اکراه، آن را پذیرفت، به‌شرط اینکه هیچ فعالیت حکومتی رسمی انجام ندهد. ریان بن صلت، علت پذیرش ولیعهدی مأمون را از علی بن موسی جویا می‌شود و چنین پاسخ می‌شنود که: «من تمایلی به این کار نداشتم ولی وقتی مخیر شدم بین قبول ولیعهدی یا کشته شدن، پذیرش ولیعهدی را انتخاب کردم». در کنار دیدگاه شیعیان، برخی منابع اهل سنت نیز به اکراه و اجبارِ علی بن موسی به پذیرش ولیعهدی اشاراتی داشته‌اند، قُنْدوزیِ حَنَفی در یَنابیعُ الْمَوَدَّة گزارش نموده‌است که «علی بن موسی الرّضا با گریه و ناراحتی، ولیعهدی را پذیرفت». مشابه این گزارش‌ها در منابعی مانند مَآثِرُ الْاِنافَة فی مَعالِمِ الْخِلافَة، اَلْفُصولُ الْمُهِمَّة، صُبحُ الْاَعْشیٰ و ضُحَی الْاِسلام نیز آمده‌است.
شیخ صدوق در عیون اخبار الرّضا، دلیل علی بن موسی برای پذیرش ولیعهدی را تهدید شدن به مرگ می‌داند. شیخ صدوق، محدث شیعه، به گزارش‌هایی مبنی بر اصرار مأمون برای عزیمت علی بن موسی و نامه‌نگاری‌های متعدد در این‌باره و بهانه‌های علی بن موسی برای ردِّ این درخواست‌ها استناد کرده‌است. همچنین وی گزارشی را نقل می‌کند که بر اساس آن، مأمون علی بن موسی را تهدید به مرگ کرد تا وی ولیعهدی را بپذیرد. بیهم دائو در ویرایش سوم دانشنامهٔ اسلام بر این باور است که در بیانیهٔ پذیرش علی بن موسی الرّضا — که به نامهٔ انتصاب ضمیمه شده‌است — قرینه‌ای وجود ندارد که نشان دهد علی بن موسی الرّضا تمایلی به پذیرش این مسئولیت نداشت، یا برای پذیرش آن تحت فشار بوده‌است. او تصویر این ماجرا را در منابع امامیه، متفاوت ارزیابی می‌کند که تلاش زیادی می‌کنند تا نشان دهند که اهداف مأمون نسبت به علی بن موسی الرّضا، هر چیزی جز صداقت بود؛ و اینکه علی بن موسی شریکی بی‌میل در نقشه‌ای بود که می‌خواست شخصیتش را به‌عنوان یک جویای قدرت دنیوی لکه‌دار کند. او نحوهٔ روایت پیشنهاد خلافت و سپس ولیعهدی به علی بن موسی الرّضا از سوی مأمون در منابع شیعه را بیشتر به‌عنوان پاسخی به مجادلاتِ ضدِامامیه می‌خوانَد تا این موضوع که علی بن موسی الرّضا واقعاً خود را به‌عنوان امامِ امامیه در نظر گرفته و ادعای قانونی برای خلیفه داشته باشد؛ درصورتی‌که او باید اصرار داشته باشد که مأمون از خلافت به نفعِ علی بن موسی الرّضا استعفا دهد. این نشان می‌دهد که پذیرشِ این عنوان از سوی علی بن موسی الرّضا به‌شرط عدم انجام وظایفِ یک وارث بوده‌است، یعنی جایگاهی قانونی و نقشی بی‌معنی که عملی انجام ندهد و به همین دلیل جایگاهش را به‌عنوان امام تضعیف نمی‌کند.
علی بن موسی، در نهایت با چهار شرط، ولیعهدی را پذیرفت:
1. احدی را به کار دولتی منصوب نکند.
2. هیچ‌کس را عزل نکند.
3. هیچ رسم و روشی را نقض نکند.
4. فقط از دور مورد مشورت قرار گیرد.

سرانجام، به‌گزارش طَبَری پس از آنکه مأمون شرایط علی بن موسی را پذیرفت، او را در دوم رمضان ۲۰۱ ه‍. ق، به ولیعهدی خود منصوب کرد. ابراهیم بن عباس صولی این رویداد را در ۵ رمضان می‌داند.

### عهدنامه
عهدنامه ولیعهدی علی بن موسی الرضا که به نام‌های پیمان‌نامه و سند ولیعهدی نیز شناخته می‌شود، در روز دوشنبه هفتم رمضان سال ۲۰۱ ه‍.ق و پس از پذیرش ولیعهدی از جانب علی بن موسی، به سفارش مأمون و به نقلی، به دست خط خود او نگاشته شد. این عهدنامه از سه بخش کلی تشکیل شده‌است:
- خطبه و متن ابتدایی مأمون
- خطبه و متن به دستخط علی بن موسی الرضا
- حاشیه شاهدان

متن این عهدنامه در چند منبع و با اختلافاتی با هم نقل شده‌است. علی بن عیسی اربلی، محدث شیعه، نقل می‌کند که در سال ۶۸۰ ه‍.ق اصل نامه توسط شخصی به رویت وی رسیده که او متن آن را ضبط و گزارش کرده‌است. مفاد این عهدنامه از بخش‌های مختلفی تشکیل شده‌است، بخش‌های ابتدایی این عهدنامه عبارتند از: خطبه مأمون در بیان حلال و حرام، شأن پیامبر اسلام، خلافت و وظایف خلیفه، بیان جایگاه علی بن ابی‌طالب و فضیلت وی و شرح مقام ولیعهدی. بخش دوم عهدنامه که به دستخط علی بن موسی الرضا نگارش یافته‌است، عبارتند از: پاسخ به سخنان مأمون، بیان روش گذشتگان و تعهدهای علی بن موسی الرضا. در پایان نیز شهود بر صحت این متن گواهی داده و آن را مهر نمودند. در بخشی از متن ابتدایی این عهدنامه که به انشاء مأمون نگارش یافته، آمده‌است که مأمون، برای یافتن افضل از امت که در دین صاحب علم و ورع باشد و امید اقامه حقوق الهی از او توقع برود، به استخاره و مناجات روی آورد و پس از جستجو و تفحص در خاندان عباس و علی، بر این تصمیم مصمم شد تا علی بن موسی الرضا را به ولیعهدی خویش منصوب سازد. در قسمت دوم عهدنامه، علی بن موسی چنین می‌نویسد:

بسم اللّه الرّحمن الرّحیم…
می‌گویم: و من علی بن موسی بن جعفر هستم. به‌درستی که مأمون حق ما را شناخت به آنچه که دیگران نسبت به آن جاهل بودند… و من خدای را بر نفس خود گواه می‌گیرم که اگر متولّی امر مسلمانان گردم و خلافت به حوزه من در آید دربارهٔ مردم به‌طور عام و دربارهٔ بنی عباس به‌طور خاص به طاعت خدا و طاعت رسول خدا صلّی اللّه علیه و آله عمل کنم، و خون حرامی را نریزم، و فرجی را مباح نکنم، و مالی را حلال نگردانم؛ مگر آن خونی را که حدود خدا به ریختن آن حکم کند… و به خط خود در حضور امیرالمؤمنین -اطال اللّه بقائه- نوشتم، در حضور فضل بن سهل و سهل بن فضل و یحیی بن اکثم و عبدالله بن طاهر و ثمامة بن اشرس و بشیر بن معتمر و حمّاد بن نعمان در ماه رمضان سال ۲۰۱ هجری.

### مراسم انتصاب و بیعت‌گیری
در روز دوم (به نقل طبری) یا پنجم (به نقل صولی) ماه رمضان سال ۲۰۱ ه‍. ق، مأمون جلسه‌ای را جهت بیعت سران حکومتی تشکیل داد و پس از اعلام ولیعهدی علی بن موسی، پسرش عباس را امر به بیعت کرد و او در حالی که لباسی سبز بر تن داشت، با علی بن موسی بیعت کرد. به گفته کوپرسون به پیشنهاد مأمون، علی بن موسی الرضا در جلسه بیعت گرفتن اقدام به سخنرانی کرد، اما کوتاه بودن این سخنرانی که نوعی توهین به مأمون تلقی می‌شد به نوعی تداعی‌گر اجبار علی بن موسی به پذیرش این بیعت محسوب می‌شد. علی بن موسی در این سخنرانی کوتاه می‌گوید: «ما به خاطر خویشاوندی با پیامبر حقی بر شما داریم و همچنان شما حقی بر ما دارید؛ ما حق خود ادا می‌کنیم و شما نیز حق خود را ادا کنید.» بنابر گزارش اکبری، مأمون به مدت یک هفته، ب صورت پیوسته پذیرای بزرگان کشور جهت انجام امر بیعت‌گیری بود.
در این جلسه، برخی افراد به علت کینه و نفرت شخصی از علی بن موسی، از بیعت‌کردن با وی خودداری کردند؛ آنها از مأمون جهت بیعت گرفتن برای علی بن موسی نیز گلایه داشتند. بزرگان این افراد عبارتند از: عیسی جلودی، علی بن عمران و ابویونس. مأمون پس از تخطی آنها از بیعت، دستور حبس آنها را صادر کرد. به گزارش صدوق، بعدها مأمون دستور داد آنها را از زندان به نزد او آورند. وقتی علی بن عمران به کاخ مأمون وارد شد و علی بن موسی را در کنار مأمون دید، عصبانی شد و خطاب به مأمون شکایت کرد. مأمون از وی غضبناک شد و دستور داد وی را اعدام کنند. سپس ابویونس وارد شد، او نیز از دیدن علی بن موسی در کنار مأمون غضبناک شد و از علی بن موسی به بدی یاد کرد. مأمون حکم اعدام وی را نیز صادر نمود. در نهایت جلودی، که از حمله‌کنندگان به منزل علی بن موسی و باقی بنی‌هاشم در مدینه بود ولی به درخواست علی بن موسی در مدینه از تعرض به خانه او با شرایطی منصرف شده‌بود، وارد شد و علی بن موسی به جهت تجلیل از آن کار جلودی در گوش مأمون درخواست عفو و بخشش او را مطرح کرد. جلودی که این رفتار علی بن موسی را دید، گمان نمود به سبب آن اتفاق در مدینه، علی بن موسی قصد مجازات وی را داشته و از مأمون تقاضای اعدام کرده‌است. با همین خیال به مأمون گفت: از تو درخواست دارم تا آنچه این مرد در حق من می‌خواهد، قبول نکن. مأمون نیز گفت: هرگز سخن این مرد را در حق تو قبول نخواهم کرد و دستور داد او را نیز اعدام کردند.

### انگیزه‌ها و اهداف مأمون از نصب ولیعهد
در صادقانه یا مکارانه بودن اهداف مأمون در خصوص نصب علی بن موسی به ولیعهدی خویش، منابع دچار اختلافند. به‌گفتهٔ دونالدسون، علی بن موسی هنگام عهده‌داریِ امامت پس از پدرش، بیست یا بیست و پنج سال سن داشت. هجده سال بعد، مأمون تصمیم گرفت با منصوب کردنِ او به جانشینی‌اش، حمایتِ گروه‌های مختلف شیعه را به سمت خود جلب کند. به گفته جعفر مرتضی عاملی، مورخ شیعه، مأمون و مشاورانش برای آرام کردن علویان در خراسان و سایر سرزمین‌های اسلامی، به فکر انتصاب یکی از علویان به مقامِ ولیعهدی افتادند. از بین آنها، علی بن موسی الرضا به جهت منزلت و اعتبار و نیز عدم شرکت در قیام علیه حکومت، بهترین گزینه بود. به نظرِجعفریان، علی بن موسی در نزد شیعیان و حتی غیرشیعیان قداست داشت و مأمون می‌خواست با این انتصاب، به حکومت خود قداست ببخشد و حس تبعیت علویان از حکومت را برانگیزد. مرتضوی معتقد است این پیشنهاد ولیعهدی در حالی صورت پذیرفت که علی بن موسی الرضا، ۲۲ سال از مأمون بزرگتر بوده و در حالت طبیعی، علی بن موسی الرضا زودتر از مأمون از دنیا می‌رفت؛ در نتیجه انتصاب وی به عنوان جانشین مأمون، با احتساب فوایدش صورت گرفته‌است. به‌گمان مأمون، پذیرش ولیعهدیِ حکومتش توسط علی بن موسی، بهترین دلیل برای مشروعیتِ این حکومت می‌بود. برای این اقدام سیاسی مأمون، دلایلی و اهدافی گزارش شده‌است:
نرم کردن علویان
شورش‌های عقیدتی شیعه و سنی از جمله تحرکات عصر خلافت مأمون بود؛ از جمله این اقدامات، شورش حسن الهرش با شعار «الرضا من آل محمد» در سال ۱۹۸ ه‍.ق و قیام ابن طباطبا به سال ۱۹۹ ه‍.ق در کوفه بود. ابوالسرایا دیگر فرمانده ناراضی از دستگاه عباسی بود که در کوفه و با شعار «الرضا من المحمد» قیام کرد. کار قیام‌ها بر ضد دستگاه عباسی به جایی رسید که فردی در مکه خود را امیرالمؤمنین -لقب خاص خلیفه- می‌خواند. سید علی میلانی، عالم شیعه، معتقد است که مأمون با توجه به موقعیت خطرناک در مقطع آغازین خلافتش، به این نتیجه رسید که تظاهر به تشیع سودمندترین راهکار بقایش است؛ لذا، خلافت را به علی بن موسی الرضا پیشنهاد کرد، با علم به این که وی آن را رد خواهد کرد. بدین ترتیب وی کوشید تا خطر علویانی که دولتش را تهدید می‌کرد را مرتفع کند. کوپرسون معتقد است که مأمون به این نکته توجه داشته‌است که عباسیان به جهت داشتن قوای نظامی توانستند در سال ۱۳۲ با شعار «الرضا» به حکومت برسند و دلیل آنکه علویان چنین قدرت نظامی‌ای را نداشتند، از رسیدن به قدرت محروم ماندند. به عقیدهٔ محمدحسین طَباطَبایی، عالم شیعه، مأمون علی بن موسی را به خراسان خواند و مقامِ جانشینی را بر عهدهٔ او گذاشت تا نخست با دخالت دادنِ فرزندان پیامبر در حکومت، از شورش آنان علیهِ حکومت جلوگیری کند و دوم اینکه با درگیر کردنِ رهبر شیعیان در امور دنیایی و حکومتی، از تقدّس و اعتبارِ او در میان پیروانش بکاهد. دونالدسون، کوپرسون و احمد امین نیز جلب گروه‌های مختلف شیعه را دلیل این اقدام مأمون می‌داند.
ایجاد محبت بین علویان و عباسیان
برخی منابع، یکی از اهداف مهم مأمون را آشتی بین علویان و عباسیان دانسته‌است. در این خصوص ابن خلدون متن نامه‌ای را از جانب مأمون خطاب به مخالفان بغدادی خود گزارش کرده‌است که در آن آمده‌است: «من این انتصاب را به جهت حفظ خون شما و احترام به خاندان علی بن ابی‌طالب انجام داده‌ام.» به گزارش ویلفرد مادلونگ، مأمون در سند رسمی‌اش شرح داد که او علی بن موسی الرّضا را برترین و بهترین گزینه در میان نسل و فرزندان عبدالله بن عباس و علی بن ابی‌طالب می‌داند و امیدوار است که این انتخاب بتواند کمکی برای بازگردانیِ وفاق و وحدت در جامعهٔ اسلامی باشد. علی بن موسی الرّضا نیز در یادداشتِ پذیرشِ خویش که به سند افزوده شده‌است، همان تمایلات را بیان می‌کند و از مأمون برای تلاش در جهت اصلاح رفتارِ نادرستِ گذشته با علویان تقدیر کرده و متعهد شد که درصورت رسیدن به خلافت، با عباسیان به عدل رفتار نماید. کوپرسون گزارش می‌کند که عباسیان همواره خود را برتر از علویان برای حکومت معرفی می‌کردند و علویان در مقابل، خود را به منصب خلافت ارجحیت می‌دادند و این امر به اختلافات آنان بیشتر دامن می‌زد. اقدام مأمون در انتصاب یک علوی به عنوان ولیعهد یک خلیفه سنی، باعث شد این اختلافات پایان یابد.
مشروعیت و قداست بخشیدن به حکومت
به گفته رسول جعفریان، مأمون در جواب اعتراضات عباسیان بغداد، یکی از اهداف خویش از انتصاب علی بن موسی الرضا به ولیعهدی را، قداست بخشیدن به حکومت معرفی می‌کند. به عقیده مأمون، پذیرفتن منصب ولیعهدی توسط علی بن موسی الرضا، می‌توانست اختلافات دیرینه بین بنی‌هاشم و بنی عباس را از بین ببرد و به حکومت بنی‌عباس مشروعیت ببخشد. مرتضوی می‌نویسد: علی بن موسی الرضا به عنوان برترین شخصیت علویان، بهترین گزینه برای این امر محسوب می‌شد. ابراهیم بن محمد جوینی، از دانشمندان اهل سنت در قرن ششم هجری، به نقل از مأمون چنین گزارش می‌کند که: «علی بن موسی الرضا به دور از چشم ما، مردم را به امامت خود فرا می‌خواند. از این رو، بر آن شدیم تا او را ولیعهد خود قرار دهیم تا مردم را به سوی ما بخواند و حکومت ما را بپذیرد و به آن اقرار کند و بدین گونه همه آنان که به او دل بسته‌اند، اعتراف خواهند کرد که حکومت و زمامداری از آنِ ماست».
به اعتقاد مرتضوی، از آنجا که در شهرهای مختلف، علویان دست به قیام زده‌بودند، مأمون قصد داشت تا با روش‌هایی، عدم صلاحیت آنان را در اداره حکومت به مردم بفهماند. او برای این‌کار مسیر حرکت علی بن موسی الرضا را طوری تعیین نمود تا وی از شهرهای دچار آشوب چون اهواز و بصره عبور کند و با برادرانش که در این دو شهر دست به قیام زده‌اند روبرو شود تا مردم با اخلاق و منش و تقوای او آشنا شوند و وقتی او به مرو عزیمت کرد و ولیعهدی را پذیرفت، شیرازه حکومت برادرانش از هم بپاشد.
زیر نظر گرفتن رهبر علویان و سرکوب آنان
مرتضوی معتقد است با توجه به این که علی بن موسی رهبر علویان محسوب می‌شد و اکثر قیام‌های علویان در حجاز و کوفه رخ می‌داد، شیخ صدوق در گزارشی از عبیدالله بن عبدالله گفته‌است که مأمون با آوردن علی بن موسی به مرو، قصد زیر نظر گرفتن کامل او را داشت. او در جای دیگر از اثرش می‌نویسد که مأمون با درک درستی که از اوضاع حکومت داشت، ورود علی بن موسی الرضا که دارای اعتبار و نفوذ مذهبی زیاد بود، به قضایای سیاسی را به ضرر حکومت عباسی می‌دانست. برخی تحلیلگران اهل سنت همچون احمد امین معتقدند که با قرار گرفتن علی بن موسی در مقام خلافت و ولیعهدی، وی در معرض دید عموم قرار گرفته و خطا و اشتباهش بر دیگران ثابت شده و از قداست او کاسته خواهد شد. علی سامی نشار در این باره معتقد است که مأمون با خطر اسماعیلیان مواجه بود و برای سرکوب آنان، برخود لازم دید تا علی بن موسی را به نزد خود ببرد و او را به ولیعهدی منصوب کند.
به گزارش عباسقلی شریف رازی، با شدت گرفتن سرکوب علویان در دوران بنی امیه؛ سادات علوی، نسب خود را انکار می‌کردند تا از گزند و توجه حکومت، مصون باشند. این انکار نسب و مخفی کردن اعتقادات تا زمان مأمون در جریان بود. مأمون از این وضعیت مخفیانه رضایت نداشت؛ بنابراین اقدام به نصب یکی از بزرگان علویان به منصب ولیعهدی نمود تا علویان و سادات، از زندگی مخفیانه خود خارج شوند و حکومت بر آنها نظارت کند و بعضاً آنان را مورد حمله قرار دهد. شریف رازی، وجود امامزادگان بسیاری را که در سراسر ایران و در عصر علی بن موسی الرضا به قتل رسیده‌اند، شاهدی بر ادعای خویش می‌داند.
بهترین گزینه
به گزارش کوپرسون در این باره از مأمون گزارش شده‌است که وی برای تعیین ولیعهد، تمام خویشاوندان زنده پیامبر اسلام را بررسی کرد و شخصی را داناتر و متقی تر از علی بن موسی الرضا نیافت. در آن زمان برادر علی بن موسی الرضا در مدینه و برادرزاده او در مکه دست به قیام بر علیه عباسیان زده بودند. برنارد لوئیس می‌گوید سند رسمی مأمون نشان‌دهندهٔ این است که مأمون از مسئلهٔ اصولیِ بزرگ‌تری که میان ادعاهای خاندانِ عباس و خاندانِ علی بن ابی‌طالب بوده، اجتناب کرده و علی بن موسی الرّضا را تنها به‌خاطرِ ویژگی‌های فردی، به‌عنوانِ مناسب‌ترین شخص برای جانشینیِ خویش منصوب کرده‌است. به‌عبارتِ دیگر، این کار با دلایلِ سُنّی انجام گرفت و نه با دلایلِ شیعی. نیز این سند به مسئلهٔ حساسِ جانشینیِ پس از علی بن موسی اشاره‌ای نمی‌کند.
نذر مأمون و پیشگویی‌ها
برخی چون اَبُوالْفَرَج اصفهانی، بیهقی و مفید، به نذر مأمون مبنی بر سپردن خلافت به برترین مردان از خاندانِ ابی‌طالب درصورت پیروزی بر امین، اشاره داشته و آن را دلیل ولیعهدی علی بن موسی الرّضا می‌دانند. اما به گفته اکبری این احتمال با فاصلهٔ زمانیِ دو ساله میان پیروزی مأمون بر امین و ولیعهدی علی بن موسی بعید به‌نظر می‌رسد. باغستانی در دانشنامهٔ جهان اسلام می‌گوید بنابر گزارشی از رَیّان بن صَلْت، شایعات میان سپاه و مردم مبنی بر تعلقِ اندیشهٔ ولیعهدیِ علی بن موسی به فضل بن سهل، سبب شد تا مأمون با احضار ریان، ماجرای درگیری‌اش با امین را به او بگوید و علتِ تصمیمِ ولیعهدی را نذرش نسبت به واگذاری خلافت به خاندان ابی‌طالب، درصورت پیروزی بر امین بیان دارد. به گزارش کوپرسون مأمون در نامه‌ای به یکی از خویشاوندان خود نوشت که در جایی خوانده‌است؛ هفتمین خلیفه عباسی، آخرین خلیفه آن سلسله است و وی با توجه به این پیشگویی، قصد داشت که پس از عباسیان، خلافت به علویان منتقل شود تا بتواند با اعطای خلافت به علویان محروم از خلافت، رضایت خدا را کسب کند.
تشیع مأمون
برخی از دانشمندان اهل سنت، چون سیوطی مدعی شیعه‌گری و علاقه وی به علی بن موسی الرضا هستند که سبب شد تا وی، قصد کناره‌گیری از خلافت و انتصاب علی بن موسی به ولیعهدی را نماید. احمد امین معتقد است که مأمون معتزلی بود و به این سبب، به برتری و حقانیت خاندان علی بن ابی‌طالب جزم داشته‌است. احمد امین عامل دیگری را نیز در کنار معتزلی بودن مأمون مطرح می‌کند. وی معتقد است که فضل بن سهل و برادرش حسن بن سهل در تصمیم مأمون نقش مؤثری داشته‌اند. فضل بن روزبهان خنجی نیز این احتمال را مطرح می‌کند که مأمون در انتقال قدرت از عباسیان به علویان صادق بود، اما با گذر زمان از این قصد خود پیشمان شد و علی بن موسی را به واسطه زهر به قتل رسانید. شیخ صدوق، روایتی را گزارش می‌کند که بر اساس آن، یکی از منجمان دربار عباسی، از نامناسب بودن زمان عقد و انتصاب ولیعهدی علی بن موسی الرضا به مأمون خبر داد و این انتصاب را مایه بدبختی دانست؛ اما با بی اعتنایی مأمون روبرو گردید. به عقیده مرتضوی، این مطلب گواهی است بر عدم اعتنای مأمون بر به مقام رسیدن علی بن موسی الرضا.

### اهداف علی بن موسی الرضا از پذیرش ولیعهدی

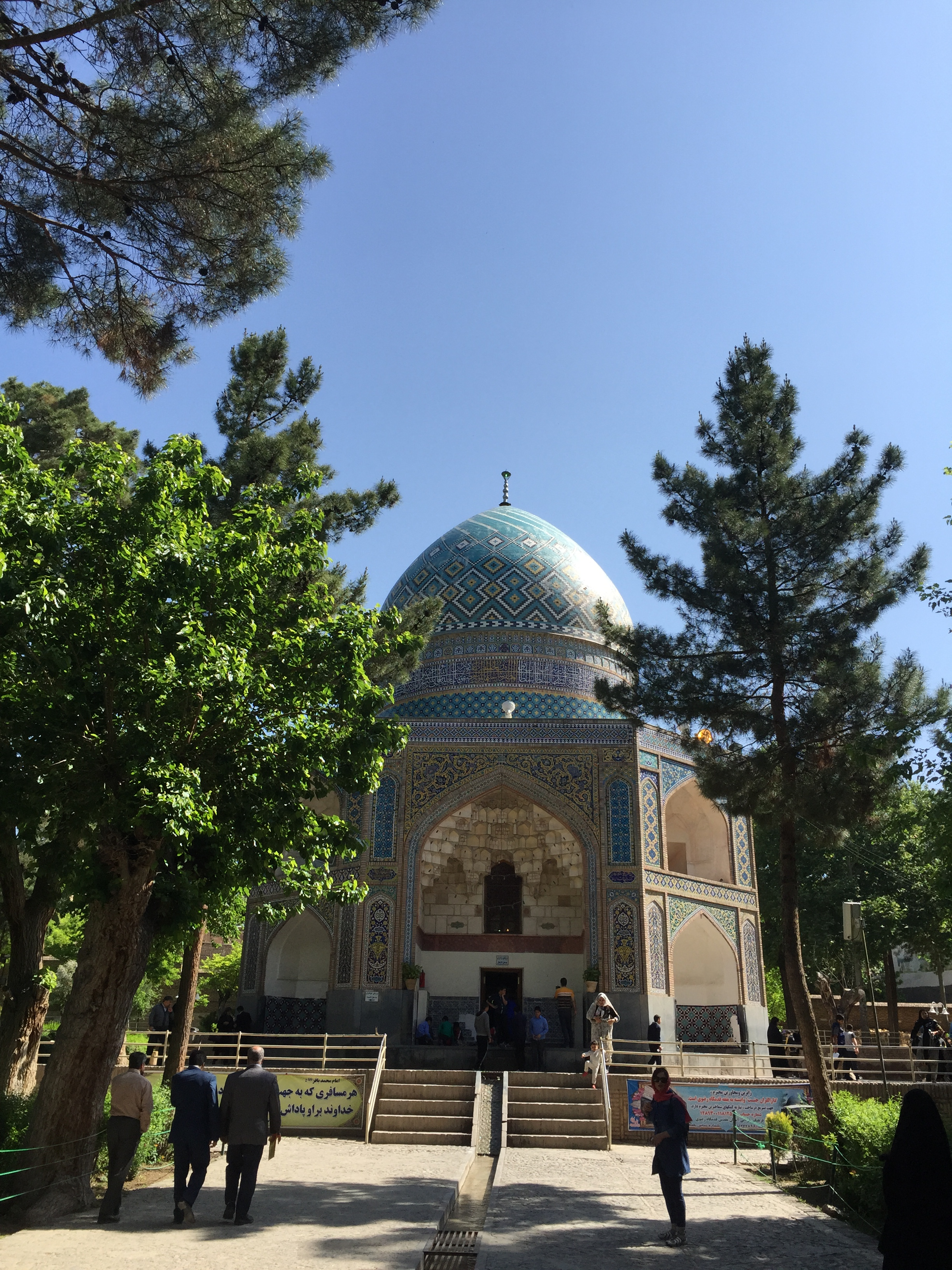
قدمگاه علی بن موسی الرضا در شهر قدمگاه (۲۴ کیلومتری نیشابور)

رضوی بر این باور است که در خطر بودن جان شیعیان و مکتب تشیع از دلایل پذیرش ولیعهدی از جانب علی بن موسی الرضا است. ایجاد عدالت در ساختار حکومت دیگر هدف علی بن موسی مطرح شده‌است. بر اساس روایتی از علی بن موسی، رضا خود را با یوسف پیامبر مقایسه می‌کند که با وجود شرکت در حکومت حاکمی کافر، در اجرای عدالت کوشیده‌است. محمدی اشتهاردی اعتقاد دارد علی بن موسی می‌خواست پایگاه مردمی خود را تقویت کند. وی می‌گوید حوادث، سخنان و اتفاق‌های اعجازگونه که در مسیر مدینه تا مرو از علی بن موسی دیده و شنیده می‌شد، پایگاه مردمی وی را چندین برابر نمود و موقعیت خاندان رسالت را در نظر مردم بسیار بالا برد. جعفر مرتضی عاملی اهداف دیگری را نیز برای این امر متصور شده‌است:
- حضور امامان شیعه در مسائل سیاسی و اجتماعی که سبب می‌شود این خاندان از یاد مردم فراموش نشوند.
- احیاء چهره امامان شیعه از فقیه و عالم بودن، به شخصی مؤثر با رسالتی بزرگتر در جامعه.
- ثبت اعتراف ضمنی عباسیان به تأثیر مثبت و شایسته علویان در حکومت‌داری.
- شناساندن اهداف مأمون از انتصاب به مقام ولیعهدی از جانب او.

## دوره ولیعهدی
پس از مراسم بیعت‌گیری، مأمون دستور داد بدره‌های زر بیاورند و جوایز زیادی به مردم ببخشند؛ از میان شاعرانی که ستایش و مدح علی بن موسی در این جایگاه را کردند، ابراهیم بن عباس صولی و دِعبِلِ خُزاعی بودند. به هردو نفر، ۱۰٬۰۰۰ سکه از مسکوکاتِ تازه‌ضرب‌شده که به‌نام علویان بود، دادند. پس از آن عباسیان و علویان متناوباً هدایایی دریافت کردند که ابتدا توسط عباس بن مأمون و سپس توسط محمد بن جعفر صادق راهنمایی می‌شدند. پس از مراسم در روز ۷ رمضان/۳۰ مارس، از سوی خلیفه نامه‌ای رسمی مبنی بر اعلانِ انتصاب تنظیم شد تا در مساجد سراسر امپراتوری خوانده شود. مأمون به‌شکرانهٔ این کار، حقوق یک سالِ سپاه را پرداخت کرد. به گزارش اکبری، تمام مردم، روزی و مقرری یکسال خود را در آن روز از بیت المال دریافت کردند. افزون بر این، مأمون دختر یا خواهرش، اُمِّ‌حَبیبه را به ازدواج علی بن موسی و دخترش اُمِّ‌فَضل را نیز به عقد پسر علی بن موسی، محمد تقی درآورد.
مادلونگ معتقد است که لقب رضا از جانب مأمون برای علی بن موسی و به جهت پذیرش ولیعهدی اهداء شده‌است، در مقابل این دیدگاه، منابع شیعی، روایات و دلایلی را برای رد این انتصاب لقب از جانب مأمون گزارش کرده‌اند، از جمله نامه فضل بن سهل که قبل از ولیعهدی به علی بن موسی با عنوان الرضا ارسال گردیده‌است. کوپرسون در این‌باره معتقد است که مأمون با توجه به شعار ابوالسرایا که «الرضا من المحمد» بود، لقب کوتاه‌شده «رضا» را به علی بن موسی اهدا کرد.
مأمون همچنین فرمان داد تا نامِ ولیعهد در همه جا در خطبه‌ها ذکر شود و رنگ پوشش و لباس فرم، پوشاکِ رسمی و پرچم‌ها، ظرف مهلت یک هفته‌ای از سیاه که رنگِ رسمیِ عباسیان بود به سبز تغییر کند. کوپرسون بر این عقیده است که در بین رنگ‌های سیاه -متعلق به عباسیان- و سفید -متعلق به علویان- رنگ سبز به عنوان رنگی بی‌طرف انتخاب شده‌است. به عقیده مرتضوی، این تغییر رنگ به جهت عدم کارایی رنگ سیاه -به عنوان رنگ عزا در فرهنگ شیعه- با وجود جنایات عباسیان در حق شیعه، و رنگ سبز به عنوان نماد و شعار شیعیان صورت گرفته‌است. بیهم دائو می‌گوید پیشتر رنگ سبز به‌عنوان نشانهٔ علویان شناخته نمی‌شد، اما به‌تدریج چنین القا شد که این رنگ، بیشتر به‌عنوان نشانی برای ابراز اهمیتِ آشتی میان عباسیان و علویان درنظر بوده تا نشانه‌ای از تسلیم شدنِ عباسیان و ادعاهای علویان. نکتهٔ دیگر این است که در میان مسلمانان، رنگ سبز با لباس‌های پوشیده در بهشت ارتباط دارد و اینکه انتخاب آن، بازتاب جوِّ کنونیِ چشم‌داشت‌های فریبنده بود.
به‌گفتهٔ مادلونگ در ایرانیکا، ارتباطِ مأمون و علی بن موسی در مرو، نزدیک و صمیمی بود. بنابر گزارش‌ها، علی بن موسی در خانه‌ای مجاورِ محل اقامت خلیفه سکونت کرد و ظاهراً ایشان هر روز با یکدیگر ملاقات داشتند. مأمون به‌طور علنی می‌خواست که علی بن موسی مستقیماً در همهٔ تصمیمات و مراسم‌های رسمی شرکت کند؛ اما گزارش شده که علی بن موسی تصریح می‌کرد که در امور دولت دخالت نمی‌کند. مأمون نیروی محافظِ شخصی‌اش (شُرَط) و گاردش (حَرَس)، مأمورانِ تحت فرمانِ فرماندهان خراسانیِ وفادار به خلافت، و نیز یک حاجب و یک کاتب را برای علی بن موسی گُمارْد. خلیفه در قضاوت‌ها و فتواهایش به او وابسته بود و مناظراتی را میان او و دانشمندان مسلمان و نیز بزرگانِ جوامع دینیِ دیگر ترتیب می‌داد.

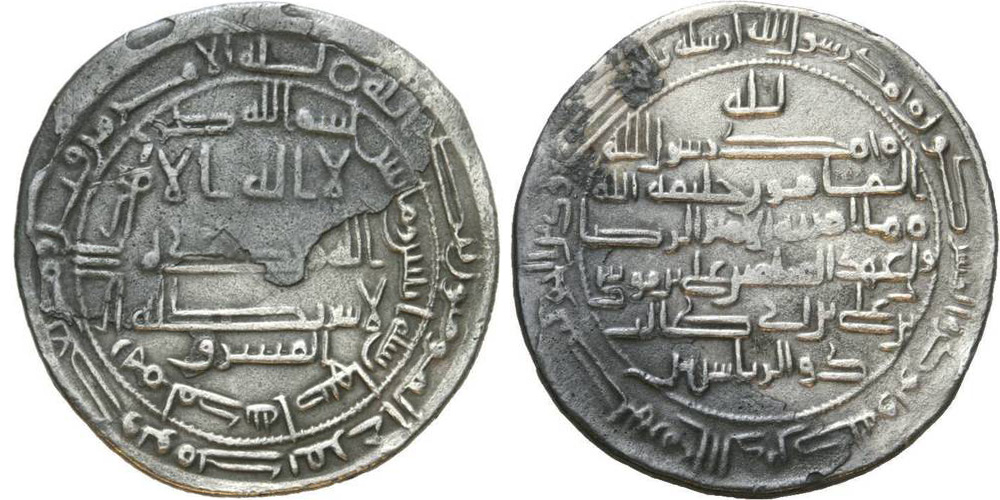
سکه‌ای مربوط به دوران مأمون که بر روی آن نام علی بن موسی الرضا به عنوان ولیعهد حک شده‌است

### ضرب سکه
مأمون پس از مراسم بیعت، دستور ضرب سکه‌هایی را داد که نام مأمون و ولیعهدش، علی بن موسی، بر روی آن‌ها حک شده‌بود. عبدالقادر احمدالیوسف، شمایل این سکه‌ها را این گونه توصیف کرده‌است که در وسط آن نوشته‌شده: «لا اله الّا اللّه وحده لا شریک له»، نوشته دورش: «للّه الامر من قبل و من بعد و یومئذ یفرح المؤمنون بنصر اللّه»، نوشته پشتش: «اللّه، محمّد رسول اللّه المأمون خلیفة اللّه مما امر به الرّضا»، نوشته اطرافش: «محمّد رسول اللّه ارسله بالهدی و دین الحقّ لیظهره علی الدّین کلّه و لو کره المشرکون». همچنین دربارهٔ سکه دینار نیز توصیف کرده‌اند که در روی اصلی آن نوشته شده بود: «لا اله الّا اللّه وحده لا شریک له»، و در محیط آن نوشته شده‌بود: «بسم اللّه، این دینار در سمرقند در سال ۲۰۲ ضرب شده‌است»، و در اطرافش نوشته شده بود: «امر قبل و بعد و روزی که مؤمنین به نصرت خدا خوش‌حالند برای خداست»، و در وسط پشت آن نوشته شده بود: «اللّه، محمد رسول خداست، مأمون خلیفه خداست در آنچه امیر الرضا علی بن موسی بن علی بن ابی طالب را ولیعهد مسلمین کرد»، و در اطراف مرکز پشت سکه نوشته شده بود: «محمّد رسول اللّه ارسله بالهدی و دین الحقّ لیظهره علی الدّین کلّه و لو کره المشرکون». در نهایت، پس از دو سال ولیعهدی علی بن موسی الرضا، وی در سال ۲۰۳ ه‍.ق درگذشت. اما پس از آن، حداقل به مدت دو سال، به نام وی سکه ضرب می‌شد. یزدی‌نژاد، مسئول گنجینه سکه و اسکناس موزه آستان قدس رضوی، علت ضرب این سکه‌ها پس از درگذشت ولیعهد را، ابراز علاقه ظاهری مأمون به وی و هزینه بالای ساخت قالب‌های این سکه‌ها در سال ۲۰۳ ه‍. ق، دانسته‌است.

### مناسک مذهبی
نماز عید فطر
بر اساس گزارش منابع شیعی همچون عیون اخبار الرّضا، پس از مراسم ولیعهدی و فرارسیدنِ عید فطر، مأمون پیامی را برای علی بن موسی الرّضا فرستاد تا نمازِ عید فِطر را بخواند. علی بن موسی پس از خودداری اولیه، در نهایت پذیرفت تا نماز عید را اقامه کند. در روز عید، علی بن موسی با آداب خاصی از منزل خارج شد و مردم به تبعیت از وی تکبیرگویان به راه افتادند و سپاهیان از اسب پیاده شدند و برهنه‌پا همراهی کردند؛ مأمون با فرستادنِ پیام به علی بن موسی، وی را از اقامهٔ نماز عید منصرف کرد. به عقیده مرتضوی، مأمون در ابتدا بر این باور بود که حضور علی بن موسی الرضا در نماز عید فطر، می‌تواند در جلب اعتماد ایرانیان و به ویژه علویان مؤثر باشد.
نماز باران
بر اساس آنچه حاکم نیشابوری، محدث اهل سنت، در تاریخ نیشابور و شیخ صدوق، محدث شیعه، در عیون اخبار الرّضا بیان می‌دارند، پس از گذشت مدت کوتاهی از انتصاب ولیعهد، در خراسان خشکسالی پدید آمد و گروهی این خشکسالی را در ارتباط با انتصاب علی بن موسی الرّضا به ولیعهدی قلمداد کردند. مأمون از علی بن موسی تقاضا کرد تا نماز باران خوانده شود. علی بن موسی نیز پذیرفت. در روز موعود (که دوشنبه بود)، علی بن موسی به همراه جمعی از اهالی شهر، جهت اقامه نماز راهی بیابان شدند. پس از اقامه نماز، علی بن موسی دعایی خواند و از خداوند نزول برکت و باران را طلب نمود؛ یکی از حضار نقل کرده‌است که پس از اتمام دعای علی بن موسی، ابرها حرکت کرده و رعد و برق پدید آمد و مردم به جنب و جوش آمدند تا قبل از شروع باران به منزل بازگردند. این واقعه سبب شد تا اطرافیانِ مأمون از علی بن موسی به بدی یاد کنند و مأمون نیز نگران افزایش محبوبیت علی بن موسی و تضعیف موقعیت خویش شد. بنابر گزارشی که محمدباقر مجلسی در بحار الانوار نقل می‌کند، پس از نماز باران و بزرگ شدن علی بن موسی در دید مردم، اطرافیان مأمون به علی بن موسی اتهام جادوگری زدند و از او به بدی یاد کردند و به مأمون تذکر دادند که این اتفاقات می‌تواند ضعیف شدن حکومت را در پی داشته‌باشد؛ در نهایت پیشنهاد شد جهت کم کردن محبوبیت و ایجاد تزلزل در مقام وی نزد مردم؛ جلسه‌ای تدارک شود و از بزرگان شهر، قاضیان، سیاستمداران و فرماندهان دعوت شود. مأمون نیز از این پیشنهاد استقبال کرد. در آغاز این جلسه که علی بن موسی نیز در آن شرکت داشت، حمید بن مهران شروع به سخن‌گفتن با علی بن موسی کرد و به او گفت که مردم در نقل ماجرای نماز باران شما مبالغه می‌کنند، در صورتی که اگر شما آن سخنان را بشنوید از آن تنفر می‌جویید؛ در حالی که آن باران خودش می‌آمد و شما دعا کردید و باران پس از دعای شما آمد و این اتفاق را معجزه برای شما می‌دانند و شما را در دنیا بی‌نظیر جلوه می‌دهند، در حالی که مأمون بر همگان برتری دارد. علی بن موسی در پاسخ به وی گفت که من نمی‌توانم جلوی مردم را بگیرم تا دربارهٔ نعمتی که خداوند بر من ارزانی داشته‌است صحبت نکنند؛ علی بن موسی تأکید کرد که از این حرف و عمل، قصد شورش و اختلاف ندارد و توضیح داد که مأمون اگر مرا به این مقام قرار داده‌است، به من فضیلتی نداده و خواسته از فضیلت من برای خواسته‌هایش استفاده کند.

### برگزاری جلسات مناظره مذهبی
منابع مناظره‌هایی را پس از انتصاب علی بن موسی الرضا به ولیعهدی به او نسبت داده‌اند. با حضور علی بن موسی الرّضا در دربار حکومت، مأمون که علاقه‌مند به علوم مختلفِ ترجمه‌شده به عربی بود؛ مناظرات زیادی را میان علی بن موسی الرّضا و دانشمندانِ دینی و رهبرانِ ادیانِ مختلف — که از سرزمین‌های مختلف به خراسان می‌آمدند — ترتیب می‌داد. در مقابل، برخی روایاتْ حاکی از این است که قصد اصلیِ مأمون از ترتیب دادنِ این مناظرات، امیدواریِ وی برای تضعیف جایگاه علی بن موسی الرّضا نزد عموم مردم و عالمانِ اقوام و گروه‌های گوناگون بوده‌است. شاخصه‌های اصلیِ مناظرات علی بن موسی الرّضا را می‌توان در دو بخش کلیِ مناظرات درون‌دینی با محوریت تشریح جایگاه امامان پس از پیامبر اسلام، اثبات امامت علی بن ابی‌طالب و برخی مجادلات کلامی بین شیعه و سنی؛ و مناظرات برون‌دینی با موضوعاتی مانند اثبات توحید، ذات و صفات خدا، کیفیت آفرینش، نفی تشبیه، نفی تجسیم، اثبات نبوت محمد، نفی الوهیتِ عیسی و نفی تثلیث دانست. جعفر مرتضی عاملی، مورخ شیعه، در این خصوص گزارش می‌کند که مأمون دانشمندان و متلکمان معتزلی مذهب را که در بحث و استدلال علمی خبره بودند، در نزد علی بن موسی الرضا جمع می‌کرد و آنان را به بحث و مناظره وامی‌داشت. مرتضی عاملی هدف از این مجالس علمی را امید مأمون به عاجز ماندن علی بن موسی الرضا از پاسخگویی و رسوایی او در نادرستی ادعایش در خصوص امامتش می‌داند. مادلونگ معتقد است مأمون به برگزاری مناظرات و ایجاد فضای باز برای تبادل اعتقادات علاقه داشت. محمد مرتضوی در کتاب ولیعهدی امام رضا، پس از بیان دلایلی چون معتزلی بودن مأمون و علم‌دوستی و پیگیری وی در مسائل اعتقادی و… نقدهایی را به این دلایل وارد کرده‌است؛ از جمله آن که مأمون تنها در دوران ولیعهدی علی بن موسی اقدام به برگزاری چنین مناظراتی نموده‌است. بیهم دائو دربارهٔ گزارش برگزاری و شرکت در مناظرات میان علی بن موسی الرّضا، مُتکلّمانِ مسلمان و چهره‌های برجستهٔ دیگر جوامعِ مذهبی از سوی مأمون، هدف این گزارش‌ها را نشان دادنِ برتریِ علی بن موسی الرّضا از نظر علم و دانش نسبت به خلیفه و دیگر دانشمندانِ مسلمان و رقیبانِ غیرمسلمان ادعا می‌کند و ادامه می‌دهد به‌همین دلیل، تاریخی بودنِ آنها مورد پرسش قرار گرفته‌است، و می‌توان آنها را سرچشمهٔ تلاش برای قرار دادنِ علی بن موسی الرّضا به‌عنوان رقیب در دانشِ زبانزدِ خلیفه در نظر گرفت، همان‌طور که در منابع اهل سنت گزارش شده‌است.

مناظرات وی در مقام ولیعهدی است. این مناظرات عبارتند از: مناظره‌ای با رَأسِ جالوتِ یهودی بود که سرانجام با پذیرش اسلام رأس جالوت، مناظره به پایان رسید. مناظرهٔ دیگر با جاثلیقِ مسیحی داشت که به انکار تثلیث و پذیرش توحید توسط جاثلیق منتهی شد. مناظره‌ای دیگر با بزرگِ هیربَدانِ زَرتُشتی برای علی بن موسی گزارش شده‌است که با بی‌پاسخ ماندن پرسش‌های علی بن موسی، مناظره به سرانجام نرسید. عِمرانِ صابی دیگر فردی‌است که با وجود گرایش‌های غیراسلامی و غیرتوحیدی، در موضوع توحید و صفات خدا با علی بن موسی وارد مناظره شد و در نهایت با استدلال‌های علی بن موسی، شهادتین گفت و اسلام را پذیرفت. سلیمانِ مَرْوَزی و علی بن محمد بن جَهْم نیز از افرادی هستند که در موضوعات بَداء و عصمت پرسش‌هایی را مطرح کردند و با پاسخ‌های علی بن موسی، جلسه را تبدیل به مناظره‌ای کلامی کردند. در پایان هر دو مناظره، سلیمان و علی بن محمد، به اشتباه بودنِ اعتقادشان پی‌بردند. 

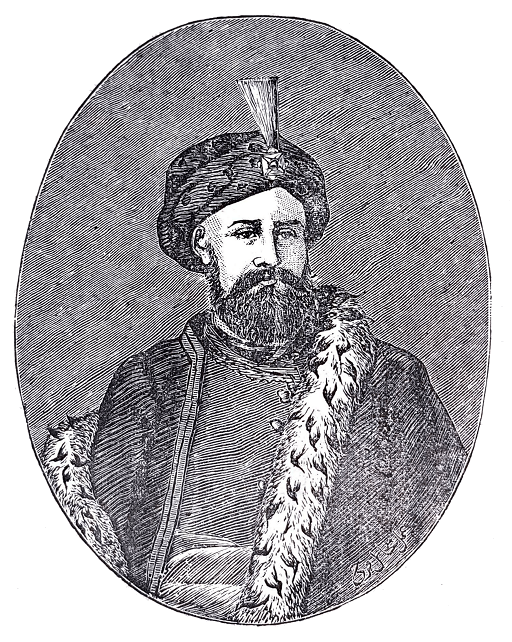
نقاشی خیالی مأمون عباسی مربوط به ۱۸۹۹ میلادی

### مخالفت و اعتراض به ولیعهدی
اولین موج مخالفت‌ها در انتصاب علی بن موسی، از جانب برخی از سران کاخ مأمون گزارش شده‌است. طبق آنچه صدوق نقل می‌کند، دلیل این افراد، کینه شخصی از علی بن موسی بوده‌است. تصمیمِ شگفت‌آورِ ولیعهدیِ علی بن موسی الرّضا که از سوی خلیفه گرفته شد، بی‌درنگ مخالفتِ شدیدِ گروه‌های مخالف به‌ویژه عباسیان را برانگیخت و این مخالفت حتی در خراسان بزرگ — که زیر نفوذِ وزیر ایرانی‌تبار، فضل بن سهل بود — دیده می‌شد. ابناء الدوله در خراسان این اقدام مأمون را توطئه دانستند که نتیجه آن، به قدرت رسیدن ساسانیان است. علتِ این اعتراضات، نگرانیِ عباسیان به‌خاطرِ از دست دادنِ جایگاهی بود که پدران‌شان با سختی به‌دست آورده بودند. به‌نوشتهٔ دونالدسون مأمون با هدفِ رهایی از مشکلات حکومت در مواجهه با علویان و درخواست‌های آنان که منجر به قیام‌های متعددی شده‌بود، پذیرفت تا علی بن موسی الرّضا را به‌عنوان جانشین خود منصوب سازد؛ اما پس از متقاعد کردن علی بن موسی برای پذیرش منصب ولیعهدی، با معضل دیگری مواجه شد. محبوبیت زیاد علی بن موسی نزد شیعیان و عدم دسترسی به بعضی از اهداف این انتصاب و همین‌طور فشارهای حزبِ مخالفش در بغداد، او را از این تصمیم پشیمان کرد. عباسیانِ بغداد که عموماً از مخالفان مأمون تشکیل شده‌بودند، از اینکه مأمون نه‌تنها علی بن موسی را به جانشینی‌اش نصب کرده، بلکه رنگ پرچم عباسیان را هم به سبز تغییر داده‌است، عصبانی بودند. نگرانی آنان به‌خاطر بیرون آوردنِ امپراتوری اسلامی از دست عباسیان توسط علویان و ایرانی‌ها بود. اعضاء این حزب مخالف در بغداد بیعتِ خود با مأمون را شکستند و عمویش ابراهیم بن مَهدی (د. ۲۲۴ ه‍.ق/۸۳۹ م) را به‌عنوانِ خلیفه در ۲۸ ذی‌حَجّهٔ ۲۰۱ ه‍.ق/۱۷ ژوئیهٔ ۸۱۷ م منصوب کردند. با رسیدن خبر عزل مأمون به مرو، علی بن موسی الرّضا پیشنهادِ عزل خویش از ولیعهدی را به مأمون داد، اما در مقابل مأمون تصمیم گرفت به بغداد برگردد و از حقش دفاع کند.
این امور سبب شد تا مأمون اهدافش را از ولیعهدیِ علی بن موسی افشا سازد. او زیر نظر گرفتنِ علی بن موسی و علویان، حمایتِ علویان از عباسیان، کوچک کردنِ مقامِ علی بن موسی و تنزّلِ وجههٔ اجتماعیش را معرفی می‌کند. منابع تاریخی از نامه‌ای یاد کرده‌اند که عباسیان بغداد در اعتراض به اقدامات مأمون به وی نگاشتند؛ مأمون نیز در نامه‌ای شدیدالحن، در پاسخ به عباسیان بغداد از ظلم و جنایات صورت گرفته در حق بنی‌هاشم یاد می‌کند و در بخشی از آن می‌نویسد: «ما بنی‌هاشم را ترسانیدیم، بر آنان سخت‌گیری کردیم، بیشتر از آنچه بنی‌امیه از آنان کشتند ما آنان را کشتیم … از بزرگان بنی هاشم بپرسید به کدامین گناه کشته شدند، از آنان که در دجله و فرات غرق کردیم بپرسید چرا کشته شدند؟ از آنان که در بغداد و کوفه زنده به گور کردیم بپرسید چرا کشته شدند؟» به‌گفتهٔ برنارد لوئیس، از سوی دیگر شیعیان بسیار احساس پیروزی می‌کردند، اگرچه این‌گونه ناقص و محدود به‌رسمیت شناختنِ ادعاشان، هرگز نظر مساعدِ آنان را جلب نکرد.
تنفرِ اهلِ عراق بیشتر متوجهِ برادرانِ سهل بود که همهٔ مشکلات خود را به آنان نسبت می‌دادند. در این میان، حاکم بصره نام رضا را از خطبه‌های نماز جمعه حذف کرد. ارتباطِ میانِ علی بن موسی و فضل بن سهل هیچ‌گاه خوب نبود. بنابر گزارش‌ها، سهل و همدستانش توانستند برای مدتی مدیریت کنند تا شدتِ اوضاع در آنجا را پنهان نگاه دارند و مأمون را به این باور رسانند که ابراهیم بن مهدی صرفاً به‌عنوانِ فرماندارش عمل می‌کند، و این علی بن موسی بود که بدون حب و بغض، چشمِ مأمون را نسبت به این موضوع، باز و اصرار کرد که به بغداد برود و حضورش سببِ بازگشتِ آرامش و صلح به آنجا شود.
این ارزیابیِ وضعیتِ علی بن موسی، از سوی چند تن از فرماندهانِ سپاهِ مأمون تأیید شد و مأمون تصمیم گرفت به عراق سفر کند. فضل بن سهل که هدفش حفظِ حکومت در شرق بود، استعفای خویش را ارائه کرد و با استدلالِ شدتِ تنفرِ عباسیان نسبت به خود، از خلیفه خواست تا او را به‌عنوانِ فرماندارِ خراسان منصوب کند. مأمون دیگربار بر کمالِ اعتمادش به او تأکید کرد و از او خواست تا نامه‌ای دیگر با مُهر و نامِ خلیفه در تأییدِ امتیازاتِ استثناییِ خود بنویسد. این نامه که نشان‌دهندهٔ پشتیبانیِ نامحدودِ خلیفه از وزیرش و سیاست‌هایش بود، متنِ کاملِ نامهٔ قبلی را نیز دربرداشت. این نامه در صَفَرِ سال ۲۰۲ ه‍.ق مهر و امضا، و به‌طورِ رسمی از سوی علی بن موسی نیز تأیید شد. پس از آن، برای انتشار در سراسرِ امپراتوری فرستاده شد.
بعضی از تاریخ‌نویسانِ بعدی نقل کرده‌اند که فضل بن سهل این انتصاب را به مأمون پیشنهاد کرده‌است. این دیدگاه از سوی سَلّامی در کتاب اَخبارِ خُراسان آمده و نیز صولی از عُبَیْدُالله بن عبدالله بن طاهِر — که از طاهریان بوده — نقل کرده‌است. در دیگر روایات، این نقشه و ابتکار به شخصِ خلیفه نسبت داده شده و دربارهٔ فضل آمده که ابتدا با این موضوع، به‌خاطرِ خطری جدی که ممکن بود به دنبال داشته باشد، مخالف بود. این روایت، هماهنگیِ بیشتری با دیدگاه‌های سیاسیِ شناخته‌شدهٔ خلیفه و وزیرش دارد. به‌گفتهٔ بیهم دائو، چیزی که به‌نظر می‌رسد این است که در زمانِ انتصاب، بازتابِ دیدگاه‌ها بر این نظر بوده‌است که رفتارِ مأمون به فشارِ واردآمده از سوی فضل نسبت داده شود. بااین‌حال، حقایقِ زیادی برای این اسناد وجود ندارد، و ممکن است منعکس‌کنندهٔ نارضایتیِ پژوهشگرانه از این تصمیم و تمایل به توجیهِ آن با نشان دادنِ خلیفه به‌عنوان فردی ضعیف و تحت نفوذِ دیگران باشد. از سوی دیگر، منابعِ امامی در تلاشند تا نشان دهند که مأمون مستقلاً به این تصمیم رسیده‌است؛ که در پشت آن، اعتقاد دارد که خلافت متعلق به علویان — یا به‌عبارتِ دقیق‌تر، به امامانِ امامیه — است، و اینکه فضل و برادرش در حقیقت، مخالفِ آن بودند و تلاش کردند مأمون را از آغاز منصرف کنند؛ بنابراین، اعتبارِ گزارش‌ها و اسنادی که در این منابع دیده می‌شوند و به حمایت از دیدگاهِ امامیه دربارهٔ انگیزهٔ خلیفه کمک می‌کنند، باید همچنان باز باقی بمانند.
از دیگر حواشیِ پیش‌آمده برای علی بن موسی، قیامِ زِیْد بن موسیٰ ملقّب به «زِیدُالنّار» بود که در مدینه دست به قیام زد و توسط مأمورانِ مأمون دستگیر و به مرو منتقل شد. علی بن موسی نیز با برادرِ خود برخورد کرده و او را بابتِ قیامش توبیخ نمود.

## قتل یا درگذشت

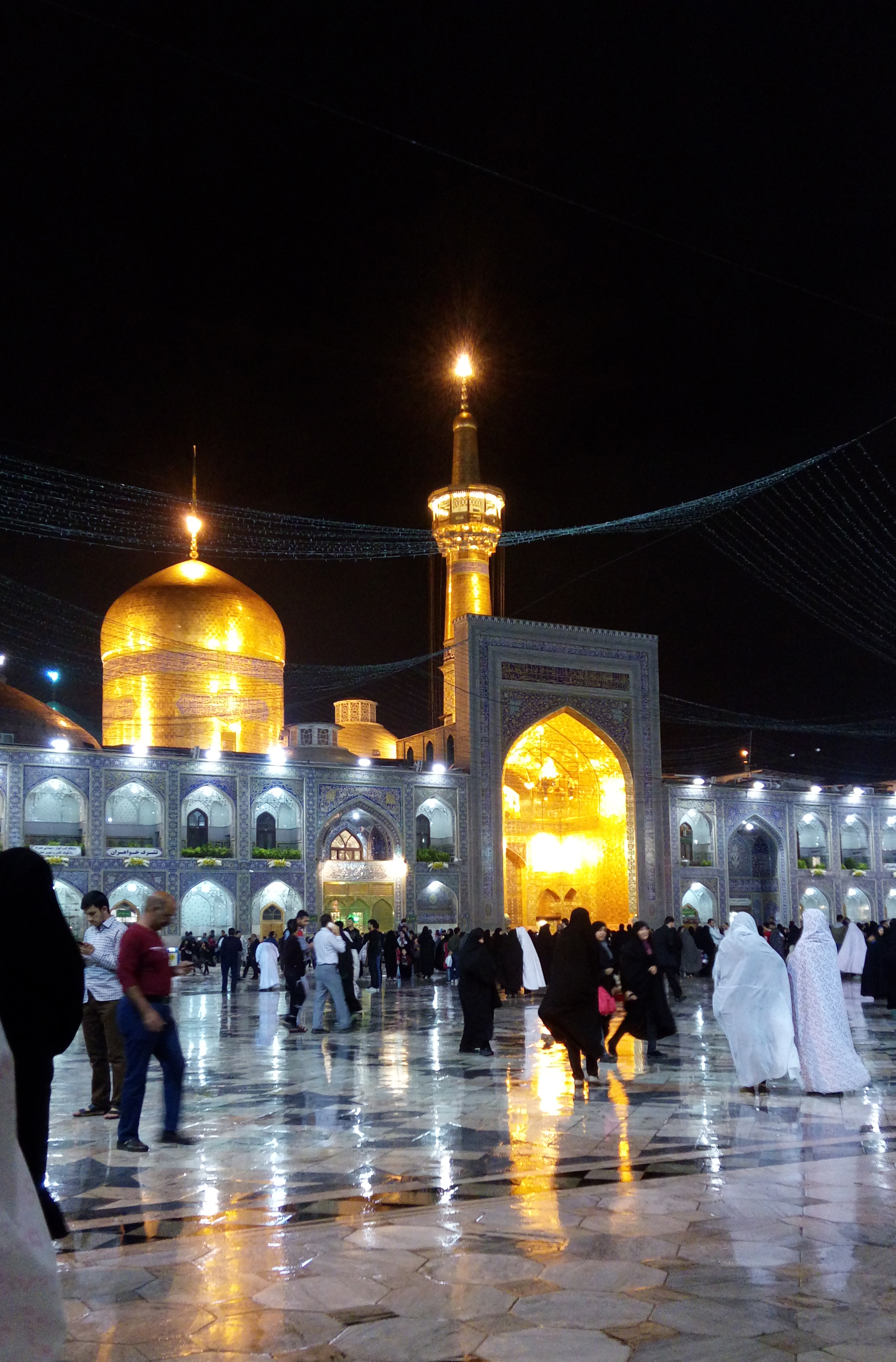
حرم امام رضا، محل دفن علی بن موسی الرضا در مشهد، ایران

مأمون با انتصاب علی بن موسی به جانشینی‌اش، هرچند توانست کمی از مشکل علویان برای حکومتش را حل کند، اما نتوانست به باقی اهدافش دست‌یابد. حتی این انتصاب سبب شد تا مورد غضب حزب مخالفش در بغداد قرار بگیرد و از مقام خلافت عزل شود. بنابر گزارش‌ها، خاندان سهل توانستند برای مدتی امور را مدیریت کنند تا شدت اوضاع عراق را پنهان نگاه دارند و مأمون را به این باور رسانند که ابراهیم بن مهدی صرفاً به‌عنوان فرماندارش عمل می‌کند، و این علی بن موسی بود که بدون حُبّ و بغض، چشم مأمون را نسبت به این موضوع باز و اصرار کرد که به بغداد برود و حضورش سبب بازگشتِ آرامش و صلح به آنجا شود. این ارزیابیِ وضعیت، از سوی چند تن از فرماندهانِ سپاه مأمون پشتیبانی شد و مأمون تصمیم گرفت به عراق سفر کند. فضل بن سهل که هدفش حفظ حکومت در شرق بود، استعفای خویش را ارائه کرد و با استدلال شدت تنفرِ عباسیان نسبت به خود، از خلیفه خواست تا او را به‌عنوان فرماندارِ خراسان بزرگ منصوب کند. مأمون دیگربار بر کمالِ اعتمادش به او تأکید کرد و از او خواست تا نامه‌ای دیگر با مُهر و نام خلیفه در تأیید امتیازات استثناییِ خود بنویسد. این نامه در صَفَرِ سال ۲۰۲ ه‍.ق مهر و امضا، و به‌طور رسمی از سوی علی بن موسی نیز تأیید شد. پس از آن، برای انتشار در سراسر امپراتوری فرستاده شد. در دوم شَعبانِ سال ۲۰۲ ه‍. ق، شش ماه پس از استعفای فضل بن سهل از وزارت، هنگامی که مأمون به‌همراه ولیعهد و دربار، قصدِ غرب کرده بود، فضل در سرخس توسط چند تن از فرماندهان سپاه با ضربات چاقو در حمام کشته شد. گویا مرگ فضل با واکنش‌هایی همراه بود و عده‌ای از درون سپاه مأمون به قصد خونخواهی، اعتراضاتی کردند که با دعوت علی بن موسی به آرامش سپاه همراه بود.
به‌گزارش قرشی، دو روز بعد وقتی کاروان مأمون به توس رسید، علی بن موسی بیمار شد و درگذشت. منابع شیعه دلیل بیماری علی بن موسی را مسمومیت بر اثر زهر دانسته‌اند. علی بن موسی درحالی‌که در سناباد — محل دفن هارون — متوقف شده بود، در حومهٔ نوغان در طوس درگذشت. بنابر معتبرترین گزارش‌ها، درگذشت علی بن موسی در آخرین روزِ صفر سال ۲۰۳ ه‍.ق اتفاق افتاده‌است. تاریخ‌های دیگری در همان محدودهٔ ماه صفر برای این واقعه ذکر شده‌است. خلیفه از گروهی از علویان و خویشاوندان علی بن موسی الرّضا از جمله عمویش، محمد بن جعفر، درخواست کرد تا پیکر علی بن موسی را بررسی و تأیید کنند که او به مرگ طبیعی درگذشته است و دستور داد که پیکرش در کنار قبر پدرِ خویش، هارون، در منزل حُمَیْد بن قَحْطَبهٔ طایی در سَناباد در نزدیکیِ نوغان به خاک سپرده شود. مأمون غم و اندوهِ بسیاری از خود نشان داد و بنابر گزارش‌ها بدون عَمامه در مراسمِ تشییع پیکر حاضر شد و به‌مدت سه روز در آنجا به عزاداری پرداخت. بااین‌حال بسیاری از منابع، او را متهم به دست داشتن در مسمومیتِ علی بن موسی الرّضا دانسته‌اند. درگذشت ناگهانیِ وزیر و ولیعهد که زنده بودن‌شان سبب می‌شد تا آشتی با عباسیانِ مخالف در بغداد ناممکن باشد، این احتمال را تقویت می‌کند که مأمون در این مرگ‌ها دست داشته‌باشد. البته این احتمال بدین معنا نیست که غم و اندوهش برای علی بن موسی و احساسات و وابستگی‌اش به او، لزوماً از روی ریاکاری یا ساختگی بود، بلکه می‌تواند نشان‌دهندهٔ غلبهٔ محاسبات سردِ سیاسی بر احساسات و ایده‌آل‌های شخصی او برای تثبیت منصب خلافتش باشد.
به گزارش بیهم دائو، بیشتر منابع نزدیک به واقعه — از جمله منابع امامیه — از دلایل طبیعی به عنوان علت درگذشت علی بن موسی یاد کرده‌اند و در گزارش‌هایی که به قتل وی دلالت دارند، اشاره‌ای مبنی بر دست داشتن مأمون در آن نکرده‌اند. اما در اکثر منابع امامیه از قرن چهارم هجری به بعد و به تبع آنها، منابع اهل سنت، نظریه به قتل رسیدن علی بن موسی الرضا به دستور مأمون و بر اثر مسمومیت مطرح شد. طبعاً این سؤال مطرح است که چرا خلیفه — که او را به‌عنوان وارث خود تعیین کرده بود — خواهان مرگ او بوده‌است. در پاسخ، این نظر مطرح می‌شود که اگرچه مأمون او را به‌عنوان «امامِ واقعی» شناخته بود، اما او را در جایگاه یک رقیب می‌دید و نفرتش از او فزاینده شد. بااین‌حال، چند صدای مخالف در درون امامیه وجود داشته‌است که علیه نظریه‌های توطئه و قتل بحث کرده‌اند و بحث در این‌باره تا همین اواخر ادامه داشته‌است. در میان مورخان غربی، نظریه‌ای که بیشترین اعتبار را به‌دست آورده، این است که رضا کشته شد و مأمون در هر دو قتلِ رضا و فضل دست داشت، زیرا با حذف آنان بخت بیشتری برای جلب حمایت از خویشاوندان عباسی‌اش پیدا می‌کرد. اخیراً، این احتمال بیشتر مورد توجه قرار گرفته‌است که عناصری در دربار مأمون، که بدون اطلاع او عمل می‌کردند، مسئول قتل بوده‌اند. مشکل نظریه‌های قتل این است که آنها نمی‌توانند توضیح دهند که چرا نخستین منابع امامیه، با وجودی که بر خلاف نظر نویسندگان اهل سنت، آشکارا می‌گویند که پدر رضا، موسی کاظم، در زندان هارون کشته شد، به احتمال قتل رضا اشاره‌ای نمی‌کنند.
به‌نوشتهٔ طَیِّب الْحِبری در تاریخ جدید اسلام کمبریج، وی در شرایط مشکوکی در اثر مسمومیت با زهر کشته شد. منابعی از اهل سنت نیز درگذشت علی بن موسی الرّضا را به‌خاطر بیماری ولی بر اثرِ خوردن انگورِ بسیار دانسته‌اند. نخستین گزارش در این‌باره از سوی طبری نقل شده‌است. در بین منابع تاریخی اهل سنت، بعضی منابع از جمله تَذکِرَةُ الْخَواصِّ ابن جوزی، مِرْآةُ الْجَنانِ یافعی، اَلصَّواعِقُ الْمُحْرِقَة ابن حَجَر هِیْتَمی و وَسیلَةُ الْخادم اِلَی الْمَخدوم فضل بن روزبِهان خُنْجی به مسمومیتِ علی بن موسی الرّضا در طوس و درگذشتش بر اثر این مسمومیت اشاره کرده‌اند، اما به شیوهٔ مسمومیت و عامل آن اشاره‌ای ننموده‌اند. در کنار این گزارش‌ها، دانشمندانی از اهل سنت، علاوه بر اعلام مسمومیت به‌عنوان سبب درگذشت علی بن موسی، عاملِ این مسمومیت را نیز مأمون معرفی دانسته‌اند، از جملهٔ آنان می‌توان به دیدگاه مَقریزی در اَلْمُقَفَّی الْکَبیر، ابن حِبّان در اَلثِّقات، صَفْدی در اَلْوافی بِالْوَفَیات، ابوالفرج اصفهانی در مقاتل الطالبین، تِرمانینی در اَحْداثُ التّاریخِ الْاِسلامیِّ بِتَرتیبِ السِّنینَ و قُنْدوزی در یَنابیعُ الْمَوَدَّة اشاره کرد.

## ولیعهدی علی بن موسی در هنر و رسانه

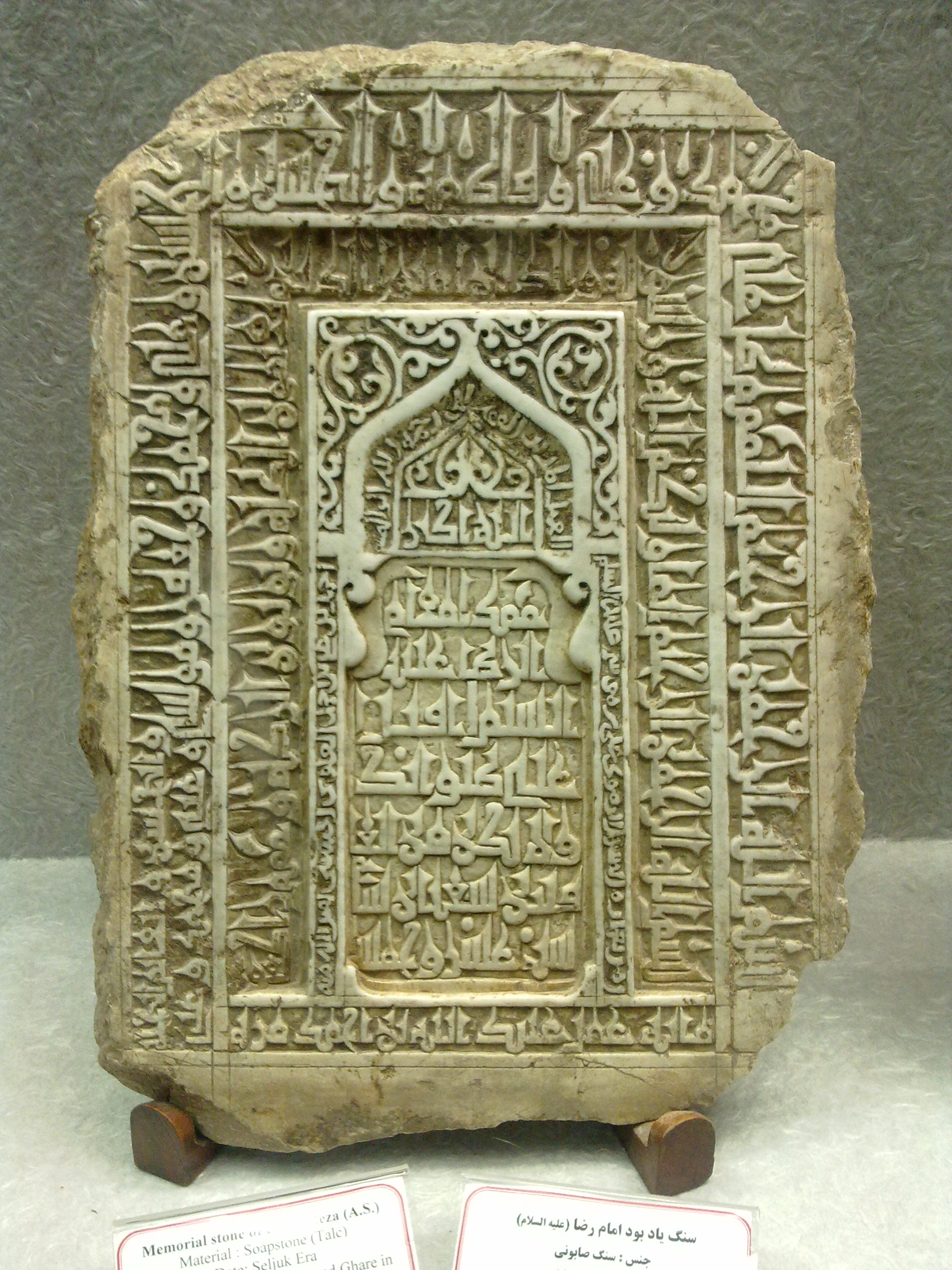
سند یادبود (مقام) علی بن موسی الرضا مربوط به عصر سلجوقیان

### آثار تجسمی
از جمله آثار تجسمی مرتبط با ولیعهدی علی بن موسی الرضا، تابلوی ضامن آهو، اثر محمود فرشچیان است. این تابلو به سال ۱۳۸۸ رونمایی شد. این تابلو به ماجرای ضمانت آهو توسط علی بن موسی در مسیر سفر به مرو اشاره دارد. همچنین فرشچیان با صرف یک سال و چهار ماه وقت، تابلوی دومی را با نام «ضامن آهو ۲» طراحی و در سال ۱۳۸۹ آن را تکمیل کردند. «ضامن آهو ۲»، در ابعاد ۸۰ × ۱۰۰ سانتی‌متر بر روی مقوای بدون اسید با تکنیک اکریلیک و به سبک نگارگری خلق شده‌است. در سال ۱۳۹۳، از کتابی با عنوان ضامن آهو رونمایی شد؛ موضوع این کتاب، جمع‌آوری آثار مختلف تجسمی در حوزه خوشنویسی، نگارگری و عکاسی حول محور علی بن موسی الرضا بوده‌است.

### آثار نمایشی
در سال ۱۳۷۹ شمسی، مهدی فخیم‌زاده سریالی را با نام ولایت عشق به روی آنتن شبکه یک تلویزیون جمهوری اسلامی ایران برد. این سریال با موضوع ولیعهدی و شهادت علی بن موسی الرضا، به نویسندگی و کارگردانی مهدی فخیم‌زاده، در سال ۱۳۸۰ به صورت خلاصه‌شده درآمد و به عنوان فیلم از شبکه یک پخش شد. برای ولایت عشق یک سال تحقیق شد و نوشتن فیلمنامه هم یک سال طول کشید. دو ابتکار تازه به کار رفت؛ یکی حضور فیزیکی شخصیت امام و دیگری پخش دیالوگ برای آن شخصیت با بازی فرخ نعمتی که هیچ‌کدام سابقه نداشت. تیتراژ این فیلم با صدای محمد اصفهانی و آهنگسازی بابک بیات، بعدها با نام آلبوم ولایت عشق، به صورت جداگانه منتشر شد.
در سال ۱۳۹۰، انیمیشن «آقای مهربان»، به کارگردانی سید علیرضا گلپایگانی و بهنام دلداده و تهیه‌کنندگی مرکز پویانمایی صبا، به مناسبت ولادت علی بن موسی الرضا، از شبکه پویا جمهوری اسلامی ایران به نمایش درآمد. این انیمیشن ۱ ساعت و ۱۲ دقیقه‌ای با کیفیت سه بعدی، به داستان ضمانت آهو توسط علی بن موسی در مسیر حرکت به سوی مرو اشاره دارد. این انیمیشن موفق شد تا در سال ۱۳۹۰ تندیس طلایی هشتمین جشنواره پویانمایی را در بخش دینی را دریافت نماید.

## منبع‌شناسی

جلد کتاب عیون اخبار الرضا، تألیف شیخ صدوق با هدف گردآوری احادیث با موضوع علی بن موسی الرضا